# Ter Leede (piłka nożna kobiet)
Ter Leede – holenderski klub piłki nożnej kobiet, mający siedzibę w mieście Sassenheim, na zachodzie kraju, występujący od sezonu 2007/08 w rozgrywkach Topklasse.

## Historia
Chronologia nazw:
- 1976: Ter Leede

Kobieca drużyna piłkarska Ter Leede została założona w Sassenheim w kwietniu 1976 roku jako kobieca sekcja klubu Ter Leede. Początkowo zespół występował w regionalnym turnieju, ale nigdy nie zakwalifikował się do rozgrywek na szczeblu centralnym. Od 1981 roku zespół zawsze grał na najwyższym, amatorskim poziomie. W 1992 roku po raz pierwszy zdobył Puchar KNVB kobiet i dokonał tego ponownie w 2001 i 2007 roku. W 2010 roku przegrał w finale z FC Utrecht. Od sezonu 1994/95 zaczęto prowadzić ligowe rozgrywki Hoofdklasse, do których zakwalifikował się klub z Sassenheim. W debiutowym sezonie zespół zajął 10.miejsce. Dopiero w sezonie 2000/01 zdobył mistrzostwo Holandii, startując po raz pierwszy w pierwszej edycji UEFA Women’s Cup. Potem jeszcze w sezonach 2002/03, 2003/04 i 2006/07 zdobywał tytuł mistrza Holandii. W sezonie 2007/08 została organizowana profesjonalna Vrouwen Eredivisie. Jednak klub nie otrzymał licencji gry na najwyższym poziomie i następnie występował w Hoofdklasse (D2). Drużyna zdobywała mistrzostwo ligi w 2008/09 i 2009/10, jednak nie uzyskała promocji do wyższej klasy. W sezonie 2011/12 liga zmieniła nazwę na Topklasse. Również w sezonach 2012/13 i 2016/17 zespół zajmował pierwsze miejsce, ale bez awansu.

## Barwy klubowe, strój, herb, hymn
|  |  |

Klub ma barwy czerwono-żółte. Piłkarki domowe spotkania zazwyczaj grają w czerwonych koszulkach z żółtymi pionowymi pasami, czarnych spodenkach oraz czerwono-żółtych w pasy getrach.

## Sukcesy

### Trofea międzynarodowe
| \| \| Zdobyte trofea w rozgrywkach międzynarodowych (stan na: 31-05-2023) \| |                                                                     |      |                  |
| Rozgrywki                                                                    | Osiągnięcie                                                         | Razy | Sezon(y)         |
| Liga Mistrzyń UEFA                                                           | zdobywca                                                            | 0    |                  |
| Liga Mistrzyń UEFA                                                           | finalista                                                           | 0    |                  |
| Liga Mistrzyń UEFA                                                           | faza grupowa                                                        | 2    | 2001/02, 2003/04 |
| FIFA                                                                         | Zdobyte trofea w rozgrywkach międzynarodowych (stan na: 31-05-2023) |      |                  |

### Trofea krajowe
| \| \| Zdobyte trofea w rozgrywkach Holandii (stan na: 31-05-2023) \| |                                                             |      |                                    |
| Rozgrywki                                                            | Osiągnięcie                                                 | Razy | Sezon(y)                           |
| Mistrzostwo                                                          | I miejsce                                                   | 4    | 2000/01, 2002/03, 2003/04, 2006/07 |
| Mistrzostwo                                                          | II miejsce                                                  | 2    | 1998/99, 2005/06                   |
| Mistrzostwo                                                          | III miejsce                                                 | 0    |                                    |
| Puchar                                                               | zdobywca                                                    | 4    | 1991/92, 2000/01, 2006/07          |
| Puchar                                                               | finalista                                                   | 1    | 2009/10                            |
| Superpuchar                                                          | zdobywca                                                    | 2    | 2004, 2007                         |
| Superpuchar                                                          | finalista                                                   | 0    |                                    |
| II liga                                                              | I miejsce                                                   | 4    | 2008/09, 2009/10, 2012/13, 2016/17 |
| II liga                                                              | II miejsce                                                  | 2    | 2007/08, 2015/16                   |
| II liga                                                              | III miejsce                                                 | 4    | 2010/11, 2011/12, 2013/14, 2018/19 |
| Holandia                                                             | Zdobyte trofea w rozgrywkach Holandii (stan na: 31-05-2023) |      |                                    |

## Poszczególne sezony

### Rozgrywki międzynarodowe

#### Europejskie puchary
Klub w sezonach 2002/03, 2003/04 i 2005/06 uczestniczył w rozgrywkach europejskich.

### Rozgrywki krajowe
| \| Holandia \| Bilans występów klubu w rozgrywkach piłkarskich Holandii (Stan na 31 maja 2023 r.) \| \| |                                                                                    |        |       |   |   |   |    |    |     |            |        |        |      |
| Poziom                                                                                                  | Rozgrywki                                                                          | Sezony | Mecze | Z | R | P | B+ | B– | Pkt | Lata       | Awanse | Spadki | Naj. |
| I | Hoofdklasse / Eredivisie                                                           | 13     |       |   |   |   |    |    |     | 1994–2007  | 0      | 1      | 1    |
| II | Hoofdklasse / Topklasse                                                            | 16     |       |   |   |   |    |    |     | od 2007/08 | 0      | 0      | 1    |
| III | Hoofdklasse                                                                        | 0      |       |   |   |   |    |    |     |            |        |        |      |
| | Puchar Holandii                                                                    | 43     |       |   |   |   |    |    |     | od 1980/81 | 0      | 0      | 1    |
| | Superpuchar Holandii                                                               | 2      |       |   |   |   |    |    |     | 2004, 2007 | 0      | 0      | 1    |
| Holandia                                                                                                | Bilans występów klubu w rozgrywkach piłkarskich Holandii (Stan na 31 maja 2023 r.) |        |       |   |   |   |    |    |     |            |        |        |      |

## Piłkarki, trenerzy, prezydenci i właściciele klubu

### Trenerzy
...
- 2006–2007:  Sarina Wiegman

...
- od 2022:  Hassan Azoum

## Struktura klubu

### Stadion
Drużyna rozgrywała swoje mecze domowe w Sassenheim na stadionie Sportpark De Roodemolen, który może pomieścić 2.000 widzów.

## Kibice i rywalizacja z innymi klubami

### Derby
- ADO Den Haag